# Scapania brevicaulis
Scapania brevicaulis là một loài rêu tản trong họ Scapaniaceae. Loài này được Taylor miêu tả khoa học lần đầu tiên năm 1846.